# 古生物学
古生物学（こせいぶつがく、アメリカ英語: paleontology、イギリス英語: palaeontology）は、地質時代の生物、古生物の体制・発生、生態などの研究を通じて、進化の様式や機構の解明などを目ざす分野。

## 呼称される範囲
地質時代に地球上に生きてきた生物を対象とし、その生物の分類・生態・歴史・進化を明らかにすることを目的とする。つまり古生物を対象とする生物学である。生物学、生態学の他、層序学や地球化学なども関連する。主に化石標本を用いて研究を行う。
古生物学は、扱う生物の分類により、動物を対象とする古動物学（古脊椎動物学、古無脊椎動物学）、植物を対象とする古植物学、微化石を対象とする微古生物学等に分けられる。他にも、主に古生物とその食性・生活環境との相互関係を研究対象とする古生態学、古生物の地理的分布を研究対象とする古生物地理学といった分野も含む。

## 年代推定
地質学の研究においては、離れた地域間でそれぞれ観察される地層が同一時期に形成されたものか、そうでない場合地層間の上下関係について判断する作業が必要となる。19世紀初め、地層に含まれる化石に注目し、これを地層の同定及び新旧の判断に利用すること（地層同定の法則）が提唱され、基本法則として確立した。この法則によりはじめて地質学は近代科学として発展することができた。このように、地質学が発展する上で古生物学の果たした役割は大きく、放射年代測定が登場するまでは、示準化石によって組み立てられた生層序学に基づく地層区分が唯一の時間尺度であった。
現在、古生物の生きていた（または産出した地層の）年代（古さ）を調べるには、示準化石や化石中に含まれる放射性元素を直接測定する、あるいは周囲の放射性元素からの影響を測定する放射年代測定（放射性炭素年代測定やESR法など）、アミノ酸の変化を利用する方法（ラセミ化法）などを用い、生きていた（または堆積した）環境を調べるには示相化石が用いられる。

## 生物学との関わり
古生物学は、とにかくも生物を扱うので、ある意味では生物学の一部である。勿論その発展はある程度独立的に進んだ。しかし、両者が深く関わりを持つ側面も多い。
元々、化石は古生物の一部でしかない場合が多い。多くの場合に、軟組織は失われている。またそれが残っている場合でも、今生きている素材のように扱うことは出来ない。そのため、それがどのような生物であったのかは、現在の生物と比較検討して初めて明らかになる場合が大部分である。そもそも古生物学の発展そのものも、比較解剖学の発展によって始まったものであり、ジョルジュ・キュヴィエは現在の生物の研究から、その各部分は互いに深く関連を持っていて、そのある部分からそれ以外の部分が推定できるとの確信を持ったことに始まる。

### 進化学との関連
生物は歴史的に変化したと考えられ、これを進化という。しかし我々が生物を見る場合、現在の状態しか知ることができず、進化の歴史の一断面だけを見ることになる。しかし、古生物は広い時間にわたって出現するものであるから、我々は初めからこれを歴史の流れの中に位置づけて知ることになる。従って、古生物学では進化を流れとして看取ることができる。また、前述のように、古生物は現代の生物と比べながら検討せずにはいられないから、勢い系統を取り扱うことになる。いずれにせよ、進化とは深い関わりを持ちやすい。
そもそも、進化論の始まりの一つは古生物学にある。さらに、定向進化説や幼形成熟などの論も古生物学の分野から起こったものである。